# Lolo (Vulkan)
Lolo ist der Name eines inaktiven Schichtvulkans auf Neubritannien in Papua-Neuguinea, 805 m hoch, Hangneigung fast 35°, bewaldet, mit einem 250 m weiten, 60 m tiefen Krater. Er stammt aus dem späten Pleistozän oder Holozän und liegt in der Provinz West New Britain. Er überlappt den älteren, kleineren Kapberg-Vulkan (dieser ist auf dem Photo links gelegen).